# Ekspedycja 47
Ekspedycja 47 – stała załoga Międzynarodowej Stacji Kosmicznej, która sprawowała swoją misję od 2 marca do 18 czerwca 2016 roku. Misja 47. stałej załogi ISS rozpoczęła się wraz z odłączeniem od stacji statku Sojuz TMA-18M i trwała do momentu odcumowania Sojuza TMA-19M.

## Załoga
W skład załogi Ekspedycji 47 wchodziło 6 astronautów, z trzech państw i agencji kosmicznych. Dowódcą ekspedycji był Amerykanin Timothy Kopra, dla którego był to drugi lot w kosmos. Wcześniej był członkiem 20. stałej załogi ISS i odbył lot kosmiczny na pokładzie promu Endeavour w ramach misji STS-127 oraz wahadłowca Discovery podczas STS-128. Timothy Kopra przybył na ISS na pokładzie Sojuza TMA-19M razem z Brytyjczykiem Timem Peakem z Europejskiej Agencji Kosmicznej oraz Rosjaninem Jurijem Malenczenkiem. Dotarli oni na ISS 15 grudnia 2015 roku i do 2 marca 2016 roku byli członkami 46 stałej załogi ISS. Jurij Malenczenko był najbardziej doświadczonym członkiem załogi. Odbył on wcześniej 5 lotów kosmicznych, w tym jeden na stację Mir i jeden na pokładzie wahadłowca Atlantis w ramach misji STS-106. Był on też członkiem czterech wcześniejszych stałych załóg na ISS: 7 (jako dowódca), 16, 32 i 33.
Początkowo ekspedycja składała się tylko z trzech kosmonautów. Kolejna trójka dołączyła do załogi 19 marca 2016 roku, gdy na stację na pokładzie Sojuza TMA-20M przybyli Rosjanie: Aleksiej Owczynin i Oleg Skripoczka oraz Amerykanin Jeffrey Williams. Oleg Skripoczka był wcześniej członkiem ekspedycji 25 i 26. Z kolei dla Jeffreya Williamsa była to 4 wizyta na ISS. Wcześniej odbył on lot promem kosmicznym Atlantis w ramach misji STS-101, a także był członkiem 13, 21 i 22 (jako dowódca) stałej załogi ISS.
Ekspedycja 47 zakończyła się, gdy początkowa trójka członków załogi rozpoczęła lot powrotny na Ziemię 18 czerwca 2016 roku. Aleksiej Owczynin, Oleg Skripoczka i Jeffrey Williams pozostali na Międzynarodowej Stacji Kosmicznej, jednak przeszli do składu 48 stałej załogi, gdzie Amerykanin został dowódcą stacji.
Załogę rezerwową stanowiły odpowiednie załogi rezerwowe Sojuza TMA-19M i Sojuza TMA-20M. Jako dublerzy pierwszej trójki załogi mianowani zostali:
- Anatolij Iwaniszyn, Roskosmos – wcześniej odbył jeden lot kosmiczny,
- Takuya Onishi, JAXA – wcześniej nie odbył żadnego lotu kosmicznego,
- Kathleen Rubins, NASA – wcześniej nie odbyła żadnego lotu kosmicznego.

Powyższa trójka astronautów stanowiła następnie skład podstawowej załogi Sojuza MS-01 oraz Ekspedycji 48 i 49.
Jako zastępców drugiej trójki kosmonautów Ekspedycji 47 mianowano:
- Siergieja Ryżykowa, Roskosmos – wcześniej nie odbył żadnego lotu kosmicznego,
- Andrieja Borisienke, Roskosmos – wcześniej odbył jeden lot kosmiczny,
- Roberta Kimbrough'a, NASA – wcześniej odbył jeden lot kosmiczny.

Powyższa trójka astronautów stanowiła następnie skład podstawowej załogi Sojuza MS-02 oraz Ekspedycji 49 i 50.

### Skład załogi
| Funkcja              | Pierwsza załoga (2-19.03. 2016)             | Druga załoga (19.03- 18.06.2016)            | Pojazd kosmiczny, port dokujący | Start, dokowanie do ISS                              | odłączenie od ISS, lądowanie                             | Czas misji na ISS | Uwagi |
| -------------------- | ------------------------------------------- | ------------------------------------------- | ------------------------------- | ---------------------------------------------------- | -------------------------------------------------------- | ----------------- | --- |
| Dowódca              | Timothy Kopra, NASA 2 lot w kosmos          | Timothy Kopra, NASA 2 lot w kosmos          | Sojuz TMA-19M, Rasswiet         | 15 grudnia 2015 11:03 UTC, 15 grudnia 2015 17:33 UTC | 18 czerwca 2016 05:52 UTC, 18 czerwca 2016 09:14 UTC     | 109 d, 3h, 50 min | Od 15 grudnia 2015 do 2 marca 2016 w składzie Ekspedycji 46. Łączny czas spędzony na ISS: 185 dni, 12 h, 19 min. |
| Inżynier pokładowy 1 | Timothy Peake, ESA 1 lot w kosmos           | Timothy Peake, ESA 1 lot w kosmos           | Sojuz TMA-19M, Rasswiet         | 15 grudnia 2015 11:03 UTC, 15 grudnia 2015 17:33 UTC | 18 czerwca 2016 05:52 UTC, 18 czerwca 2016 09:14 UTC     | 109 d, 3h, 50 min | Od 15 grudnia 2015 do 2 marca 2016 w składzie Ekspedycji 46. Łączny czas spędzony na ISS: 185 dni, 12 h, 19 min. |
| Inżynier pokładowy 2 | Jurij Malenczenko, Roskosmos 6 lot w kosmos | Jurij Malenczenko, Roskosmos 6 lot w kosmos | Sojuz TMA-19M, Rasswiet         | 15 grudnia 2015 11:03 UTC, 15 grudnia 2015 17:33 UTC | 18 czerwca 2016 05:52 UTC, 18 czerwca 2016 09:14 UTC     | 109 d, 3h, 50 min | Od 15 grudnia 2015 do 2 marca 2016 w składzie Ekspedycji 46. Łączny czas spędzony na ISS: 185 dni, 12 h, 19 min. |
| Inżynier pokładowy 3 |                                             | Aleksiej Owczynin, Roskosmos 1 lot w kosmos | Sojuz TMA-20M, Poisk            | 18 marca 2016 21:26 UTC, 19 marca 2016 03:09 UTC     | 6 września 2016 (planowane), 7 września 2016 (planowane) | 91 d, 2 h 43 min  | Od 18 czerwca 2016 w składzie Ekspedycji 48.                                                                     |
| Inżynier pokładowy 4 |                                             | Oleg Skripoczka, Roskosmos 2 lot w kosmos   | Sojuz TMA-20M, Poisk            | 18 marca 2016 21:26 UTC, 19 marca 2016 03:09 UTC     | 6 września 2016 (planowane), 7 września 2016 (planowane) | 91 d, 2 h 43 min  | Od 18 czerwca 2016 w składzie Ekspedycji 48.                                                                     |
| Inżynier pokładowy 5 |                                             | Jeffrey Williams, NASA 4 lot w kosmos       | Sojuz TMA-20M, Poisk            | 18 marca 2016 21:26 UTC, 19 marca 2016 03:09 UTC     | 6 września 2016 (planowane), 7 września 2016 (planowane) | 91 d, 2 h 43 min  | Od 18 czerwca 2016 w składzie Ekspedycji 48.                                                                     |

## Przebieg misji

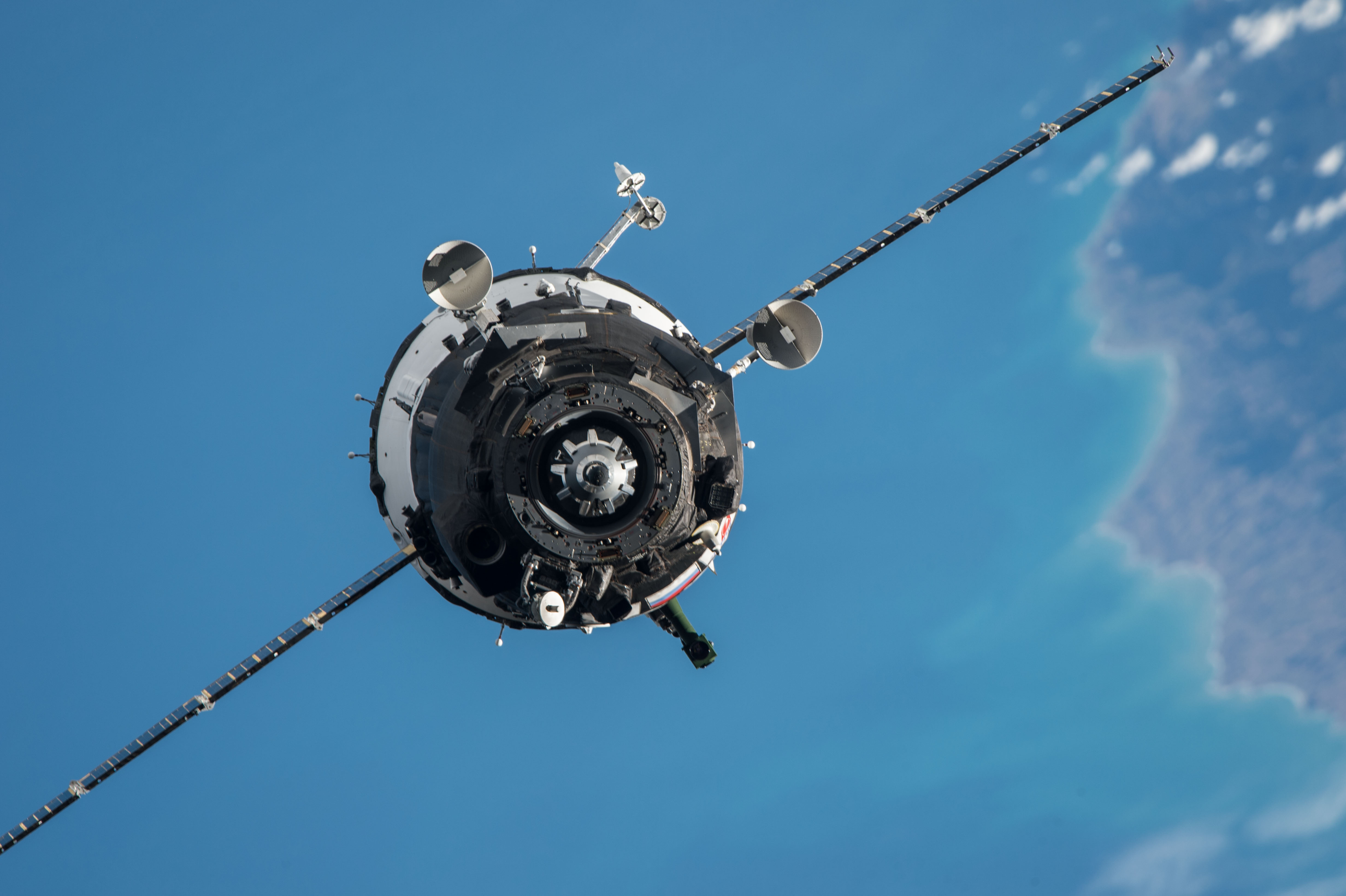
Sojuz TMA-20M zbliżający się do ISS

Misja 47. stałej załogi rozpoczęła się 2 marca 2016 roku o 1:02:39 czasu UTC wraz z odłączeniem się od stacji statku Sojuz TMA-18M. Początkowo do stacji zadokowany był jedynie Sojuz TMA-19M (do modułu Rasswiet), ale od 19 marca 2016 roku do ISS połączony był również Sojuz TMA-20M (do modułu Poisk).

### Loty transportowe

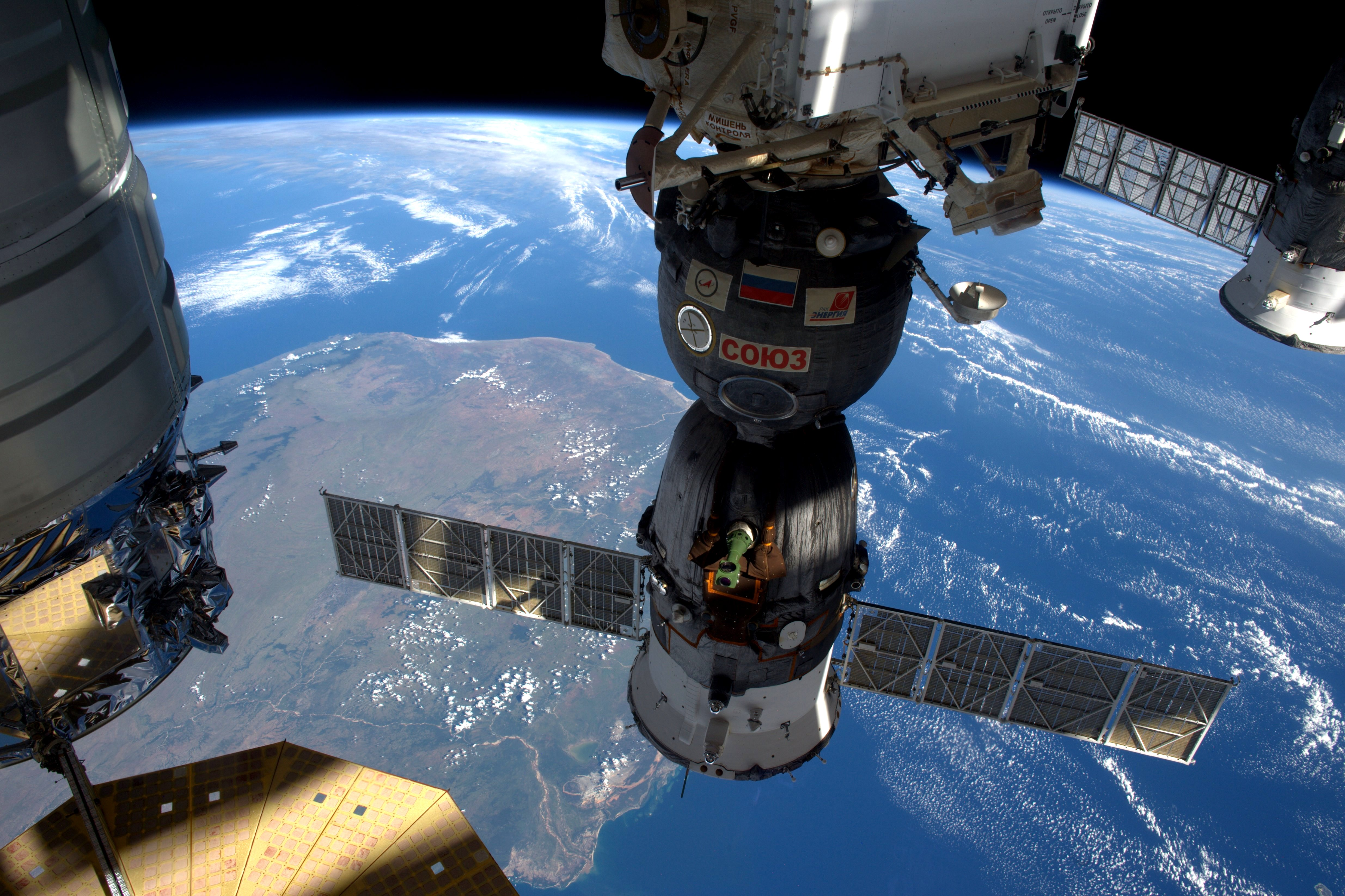
Statek Progress MS-1 zadokowany do modułu Pirs

Do 30 marca 2016 roku do stacji zadokowany był statek transportowy Progress M-29M (do modułu Zwiezda), który wcześniej dostarczył zaopatrzenie, a także był wykorzystywany do korekty orbity ISS. Od 23 grudnia 2015 roku przez cały okres misji do modułu Pirs zadokowany był statek Progress MS-01.

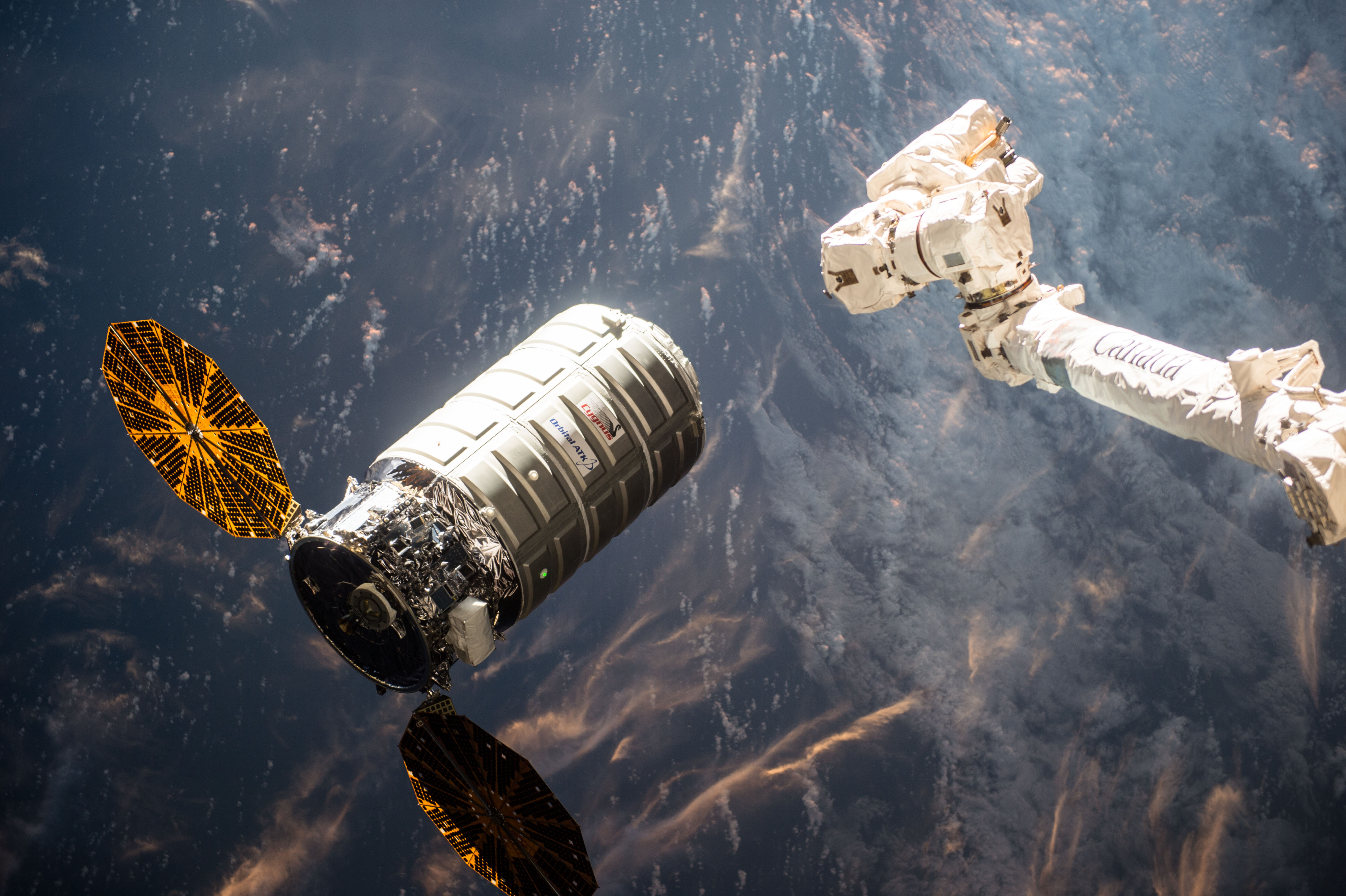
Statek Cygnus przed uchwyceniem przez Canadarm2

23 marca 2016 roku w drogę na ISS wyruszył statek transportowy Cygnus w ramach misji CRS OA-6 Rick Husband, nazwanej na cześć zmarłego astronauty Ricka Husbanda. Start odbył się z kompleksu startowego SLC-41 z przylądku Canaveral przy pomocy rakiety Atlas V. Na pokładzie Cygnusa znajdowało się 3279 kg zaopatrzenia, w tym:
- 1139 kg zaopatrzenia dla załogi (m.in. środki higieniczne, tusz i papier do drukarek),
- 1108 kg środków potrzebnych do sprawnego funkcjonowania stacji (m.in. filtry antybakteryjne, wkłady toaletowe),
- 777 kg materiału do badań,
- 98 kg urządzeń elektronicznych (m.in. laptop, dysk twardy, aparaty fotograficzne, kable),
- 157 kg przedmiotów potrzebnych do spacerów kosmicznych.

Statek Cygnus został uchwycony przez Canadarm2 26 marca 2016 roku o 10:51 UTC, a 14:52 UTC nastąpiło jego zacumowanie do modułu Unity. Cygnus pozostał przycumowany do ISS do 14 czerwca 2016 roku, a jego deorbitacja nastąpiła 22 czerwca 2016 roku.
2 kwietnia 2016 roku o 17:58 UTC, dwa dni po wystrzeleniu z kosmodromu Bajkonur, do stacji do modułu Zwiezda zadokował statek Progress MS-02. Na pokładzie znajdowało się 2425 kg zaopatrzenia, w tym pożywienie, paliwo, tlen, woda, części zapasowe oraz materiały do badań. Przy pomocy silników Progressa dokonano 13 kwietnia i 8 czerwca 2016 roku korekty orbity ISS.

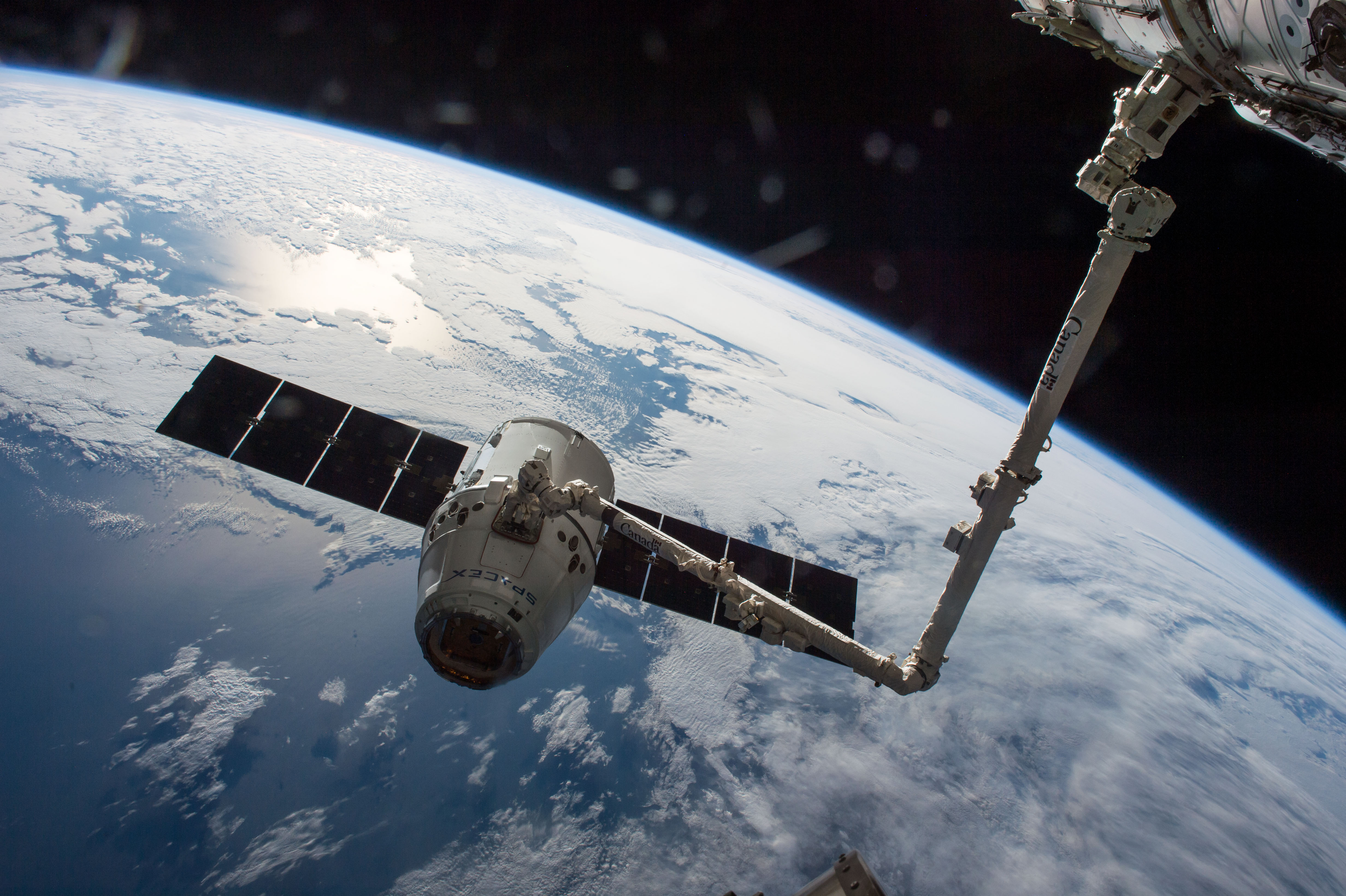
Statek Dragon uchwycony przez Canadarm2

8 kwietnia 2016 roku z platformy startowej SLC-40 z przylądku Canaveral, przy pomocy rakiety Falcon 9 FT, do ISS wystartował statek transportowy Dragon w ramach misji SpaceX CRS-8. Na jego pokładzie znajdowało się 3136 kg zaopatrzenia i materiałów badawczych, a także eksperymentalny moduł BEAM, przyczepiony do ładowni Dragona. Oprócz tego statek dostarczył na ISS również 16 CubeSatów.
Statek Dragon został uchwycony przez Canadarm2 10 kwietnia 2016 roku o 11:23 UTC, a o 13:57 UTC został przycumowany do modułu Harmony. Odłączenie od ISS nastąpiło 11 maja 2016 roku o 10:02 UTC, a o 13:19 UTC jego uwolnienie przez Canadarm2. Po pięciu godzinach lotu statek Dragon wypełniony materiałami z ISS wylądował na Pacyfiku w okolicach Półwyspu Kalifornijskiego.

#### Lista lotów transportowych do ISS w czasie Ekspedycji 47
kursywa oznacza, że start i dokowanie statku transportowego miało miejsce przed rozpoczęciem Ekspedycji 47 lub jego odłączenie i lądowanie/deorbitacja nastąpiły po zakończeniu misji.
| Statek, misja   | Rakieta nośna | Start                                            | Połączenie z ISS                                            | Odłączenie od ISS                                              | Czas na ISS         | Lądowanie                              | Ładunek do ISS |
| --------------- | ------------- | ------------------------------------------------ | ----------------------------------------------------------- | -------------------------------------------------------------- | ------------------- | -------------------------------------- | -------------- |
| Progress M-29M  | Sojuz-U       | 1 października 2015 16:49 UTC, Bajkonur 1/5      | 1 października 2015 22:52 UTC                               | 30 marca 2016 14:14 UTC                                        | 180 d, 15 h, 22 min | 8 kwietnia 2016 13:31 UTC, deorbitacja | 2 369 kg       |
| Progress M-29M  | Sojuz-U       | 1 października 2015 16:49 UTC, Bajkonur 1/5      | Zwiezda                                                     |                                                                |                     | 8 kwietnia 2016 13:31 UTC, deorbitacja | 2 369 kg       |
| Progress MS-01  | Sojuz-2.1a    | 21 grudnia 2015 08:44 UTC, Bajkonur 31/6         | 23 grudnia 2015 10:27 UTC                                   | 3 lipca 2016 03:48 UTC                                         | 192 d, 17h, 21 min  | na orbicie                             | 2 436 kg       |
| Progress MS-01  | Sojuz-2.1a    | 21 grudnia 2015 08:44 UTC, Bajkonur 31/6         | Pirs                                                        |                                                                |                     | na orbicie                             | 2 436 kg       |
| Cygnus CRS OA-6 | Atlas V       | 23 marca 2016 03:05 UTC, Cape Canaveral SLC-41   | 26 marca 2016 uchwycenie: 10:51 UTC dokowanie: 14:52 UTC    | 14 czerwca 2016 odcumowanie: 11:43 UTC wypuszczenie: 13:30 UTC | 79 d, 20 h, 51 min  | 22 czerwca 2016 13:05 UTC, deorbitacja | 3 279 kg       |
| Cygnus CRS OA-6 | Atlas V       | 23 marca 2016 03:05 UTC, Cape Canaveral SLC-41   | Unity                                                       |                                                                |                     | 22 czerwca 2016 13:05 UTC, deorbitacja | 3 279 kg       |
| Progress MS-02  | Sojuz-2.1a    | 31 marca 2016 16:23 UTC, Bajkonur 31/6           | 2 kwietnia 2016 17:58 UTC                                   | 14 października 2016 09:38 UTC                                 | 194 d 15 h 40 min   | 14 października 2016 13:39 UTC         | 2 425 kg       |
| Progress MS-02  | Sojuz-2.1a    | 31 marca 2016 16:23 UTC, Bajkonur 31/6           | Zwiezda                                                     |                                                                |                     | 14 października 2016 13:39 UTC         | 2 425 kg       |
| Dragon CRS-8    | Falcon 9 FT   | 8 kwietnia 2016 18:31 UTC, Cape Canaveral SLC-40 | 10 kwietnia 2016 uchwycenie: 11:23 UTC dokowanie: 13:57 UTC | 11 maja 2016 odcumowanie: 10:02 UTC wypuszczenie: 13:19 UTC    | 31 d, 21 h, 22 min  | 11 maja 2016 18:31 UTC, Ocean Spokojny | 3 136 kg, BEAM |
| Dragon CRS-8    | Falcon 9 FT   | 8 kwietnia 2016 18:31 UTC, Cape Canaveral SLC-40 | Harmony                                                     |                                                                |                     | 11 maja 2016 18:31 UTC, Ocean Spokojny | 3 136 kg, BEAM |

### Aktywność na stacji

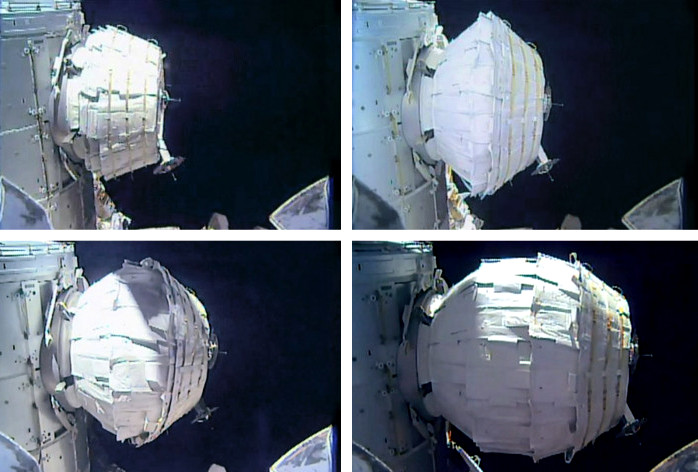
Przebieg napełniania powietrzem modułu BEAM zacumowanego do ISS

W czasie Ekspedycji 47 na ISS dotarł Bigelow Expandable Activity Module (BEAM), który jest eksperymentalnym modułem nadmuchiwanym. Został on skonstruowany przez prywatną firmę Bigelow Aerospace. Moduł BEAM jest wykonany ze specjalnej wzmocnionej tkaniny, a do ISS ma być podłączony przez 2 lata. W tym czasie przetestowana ma zostać jego trwałość, odporność na promieniowanie kosmiczne oraz możliwość utrzymywania odpowiedniej temperatury. Moduł pozostanie zamknięty przez większość tego okresu, a załoga będzie wchodzić na niego sporadycznie w celu zebrania potrzebnych danych.
Moduł BEAM został dostarczony na ISS w ładowni statku Dragon 10 kwietnia 2016 roku. Sześć dni później został on przeniesiony za pomocą mechanicznego ramienia Canadarm2 ze statku transportowego do bocznego węzła modułu Tranquility (połączenie nastąpiło 16 kwietnia 2016 roku o 09:36 UTC). Rozkładanie modułu rozpoczęło się 26 maja 2016 roku o 10:10 UTC, jednak procedura została wstrzymana o 12:30 UTC, gdyż pompowanie następowało wolniej niż zakładano. Ostatecznie dwa dni później o 20:10 UTC moduł został z powodzeniem w pełni rozłożony. 6 czerwca 2016 roku astronauci weszli do modułu BEAM.
Statek transportowy Dragon dostarczył również na ISS szesnaście satelitów typu CubeSat. Od 17 maja do 2 czerwca 2016 roku satelity te były sukcesywnie wyrzucane z modułu Kibo, dzięki czemu rozpoczynały one swoje misje badawcze.

## Galeria

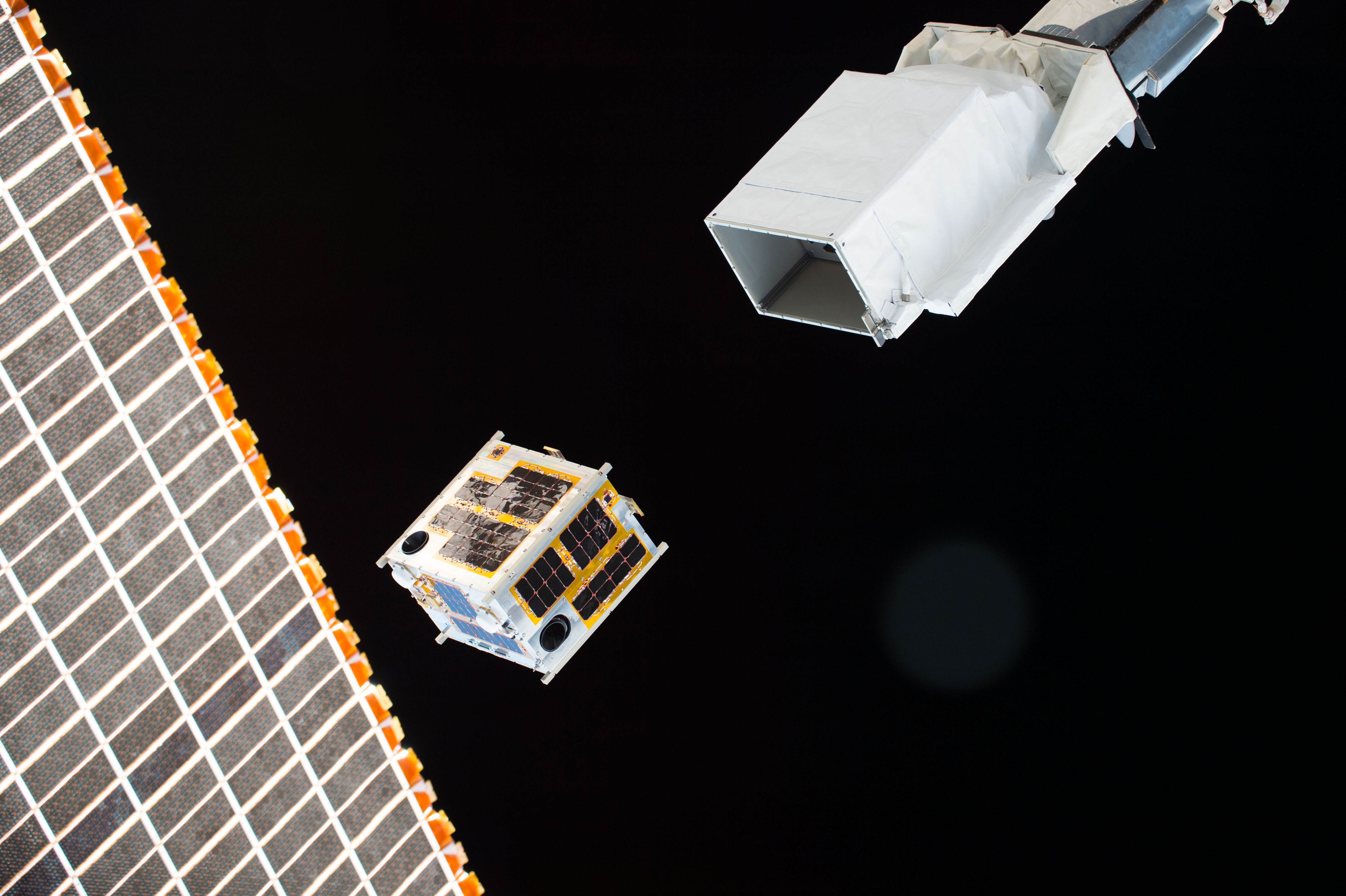
Wypuszczenie CubeSata
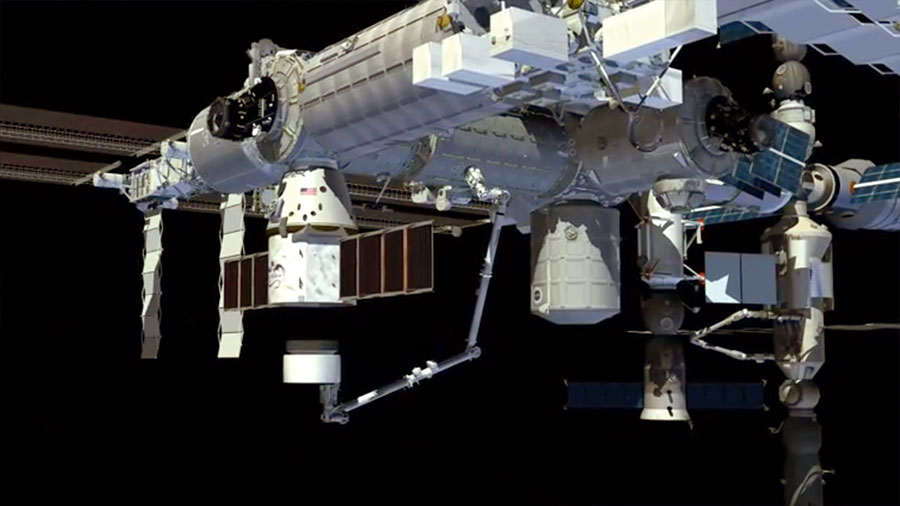
Przenoszenie modułu BEAM z ładowni statku Dragon za pomocą Canadarm2
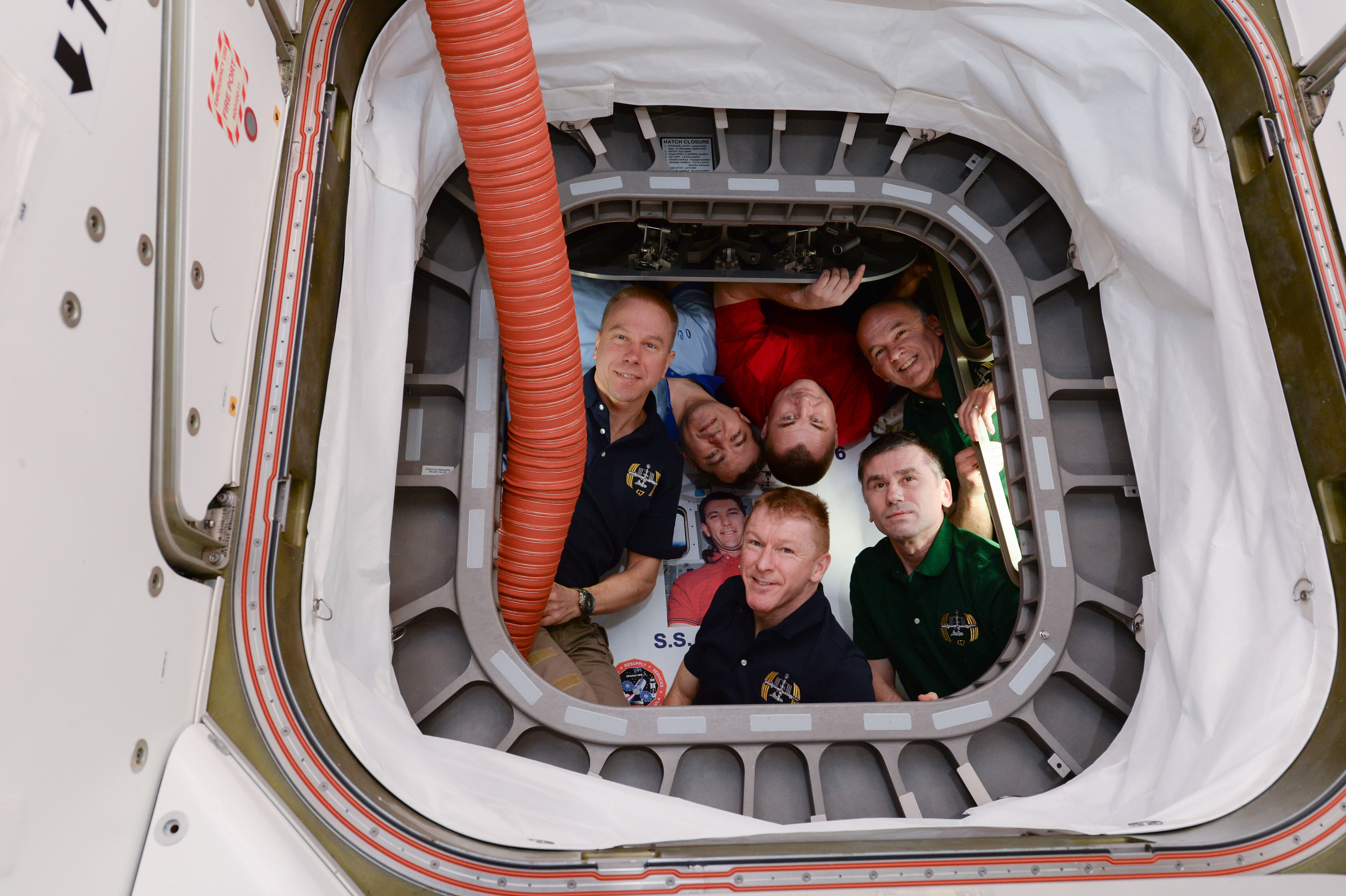
Załoga stacji wewnątrz statku transportowego Cygnus
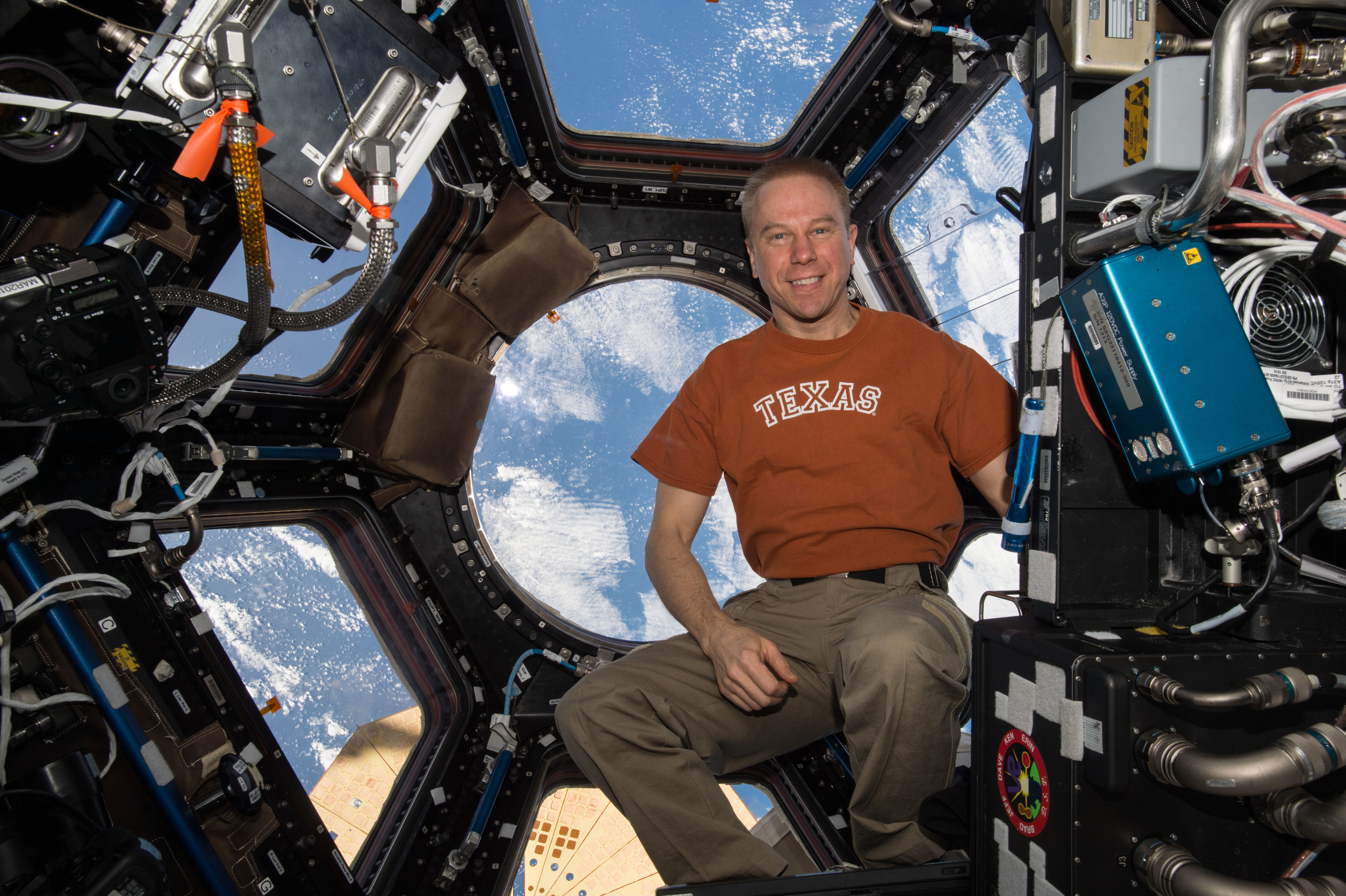
Timothy Kopra wewnątrz modułu Cupola
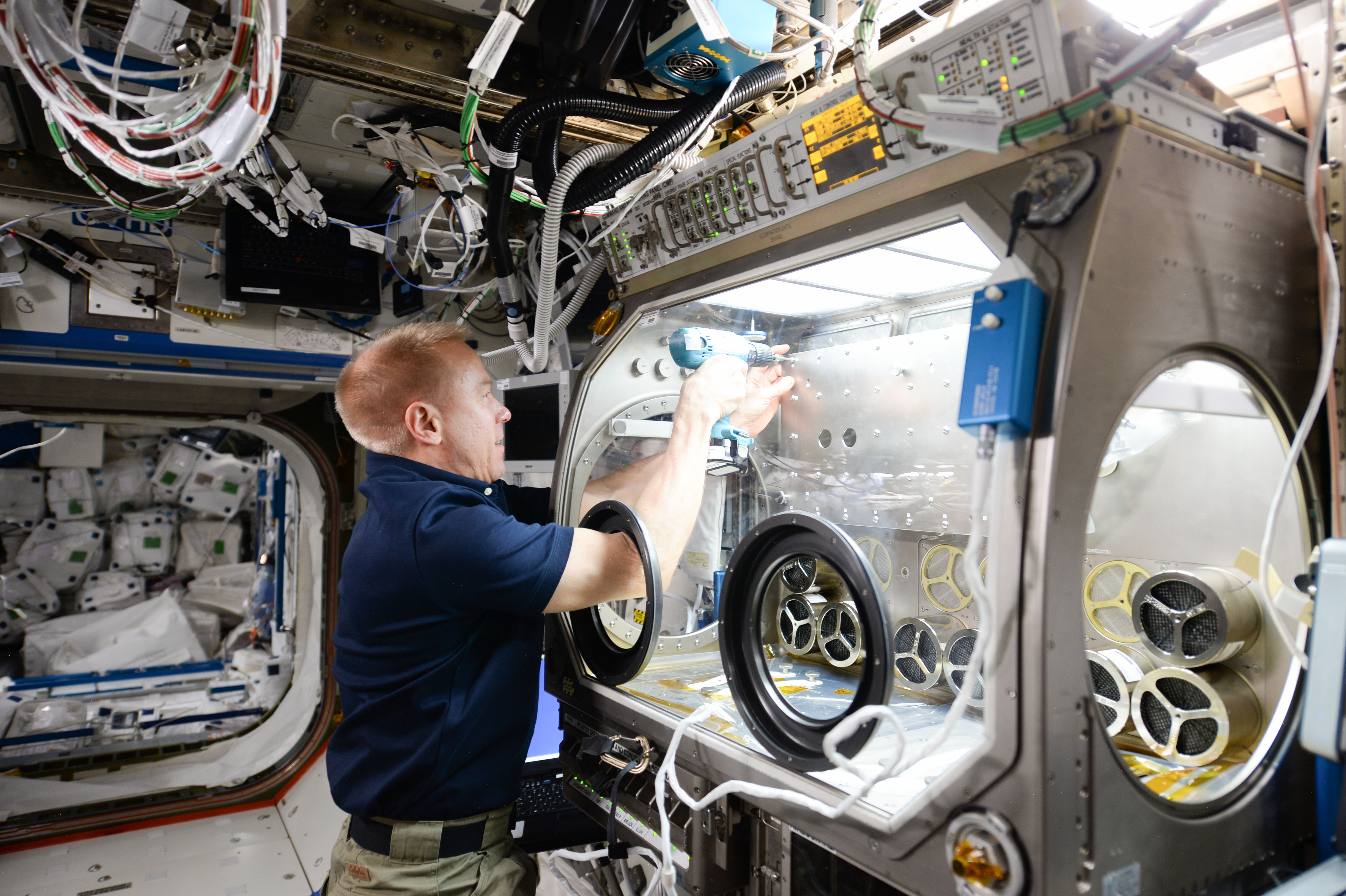
Timothy Kopra podczas przygotowywania stanowiska badawczego w module laboratoryjnym Destiny
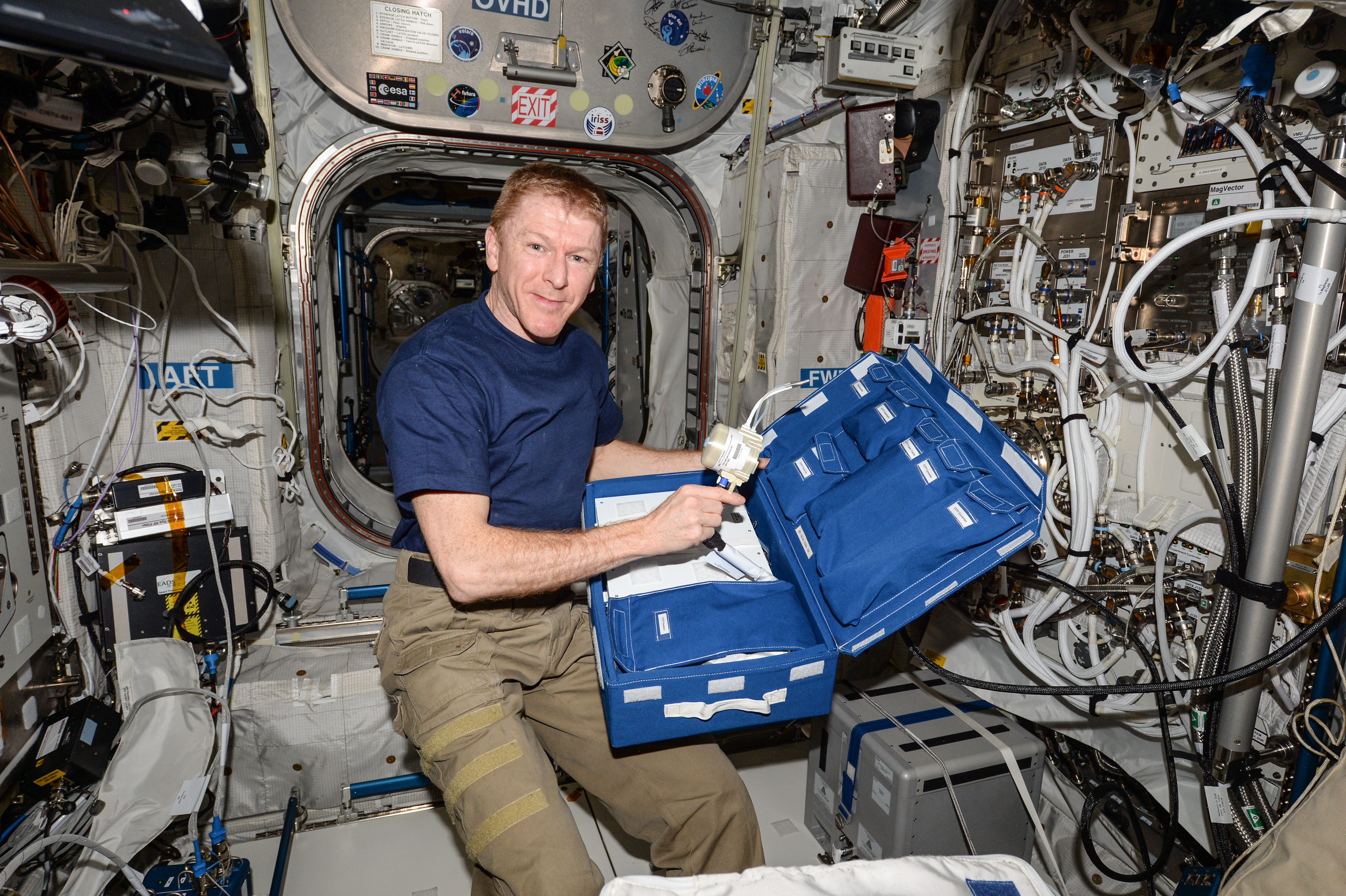
Tim Peake podczas pracy w module laboratoryjnym Columbus